# Planá u Mariánských Lázní

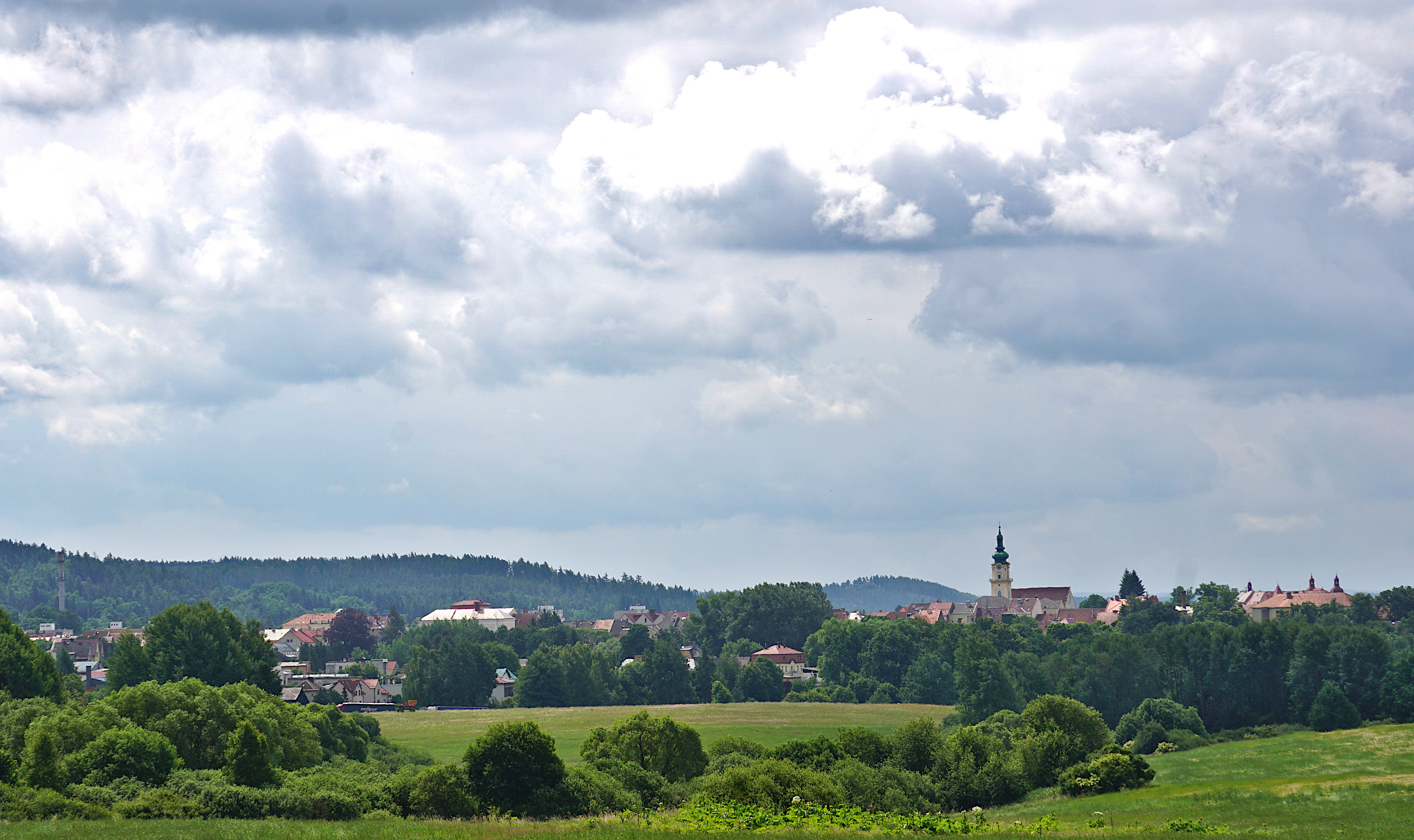
Blick auf Plan

Planá (deutsch: Plan) ist eine Stadt mit 5505 Einwohnern (Stand: 1. Januar 2023)  im Okres Tachov (Tachau) in Tschechien.

## Geographie
Die Stadt liegt im Nordwesten Tschechiens 10 Kilometer südlich von Mariánské Lázně (Marienbad) in einer Höhe von 506 m ü. M. an der Eisenbahnstrecke von Stříbro (Mies) bzw. Tachov (Tachau) nach Mariánské Lázně. Südwestlich der Stadt verläuft der Hammerbach (tschechisch: Hamerský potok).
Das Stadtgebiet ist nach Osten und Süden sehr ausgedehnt und erstreckt sich südlich bis über die Mies, während das Umland im Norden und Westen zu den Gemeinden Chodová Planá und Chodský Újezd gehört. Drei Kilometer östlich von Planá befindet sich der nichtöffentliche Sportflugplatz Kříženec (LKKC).

## Geschichte

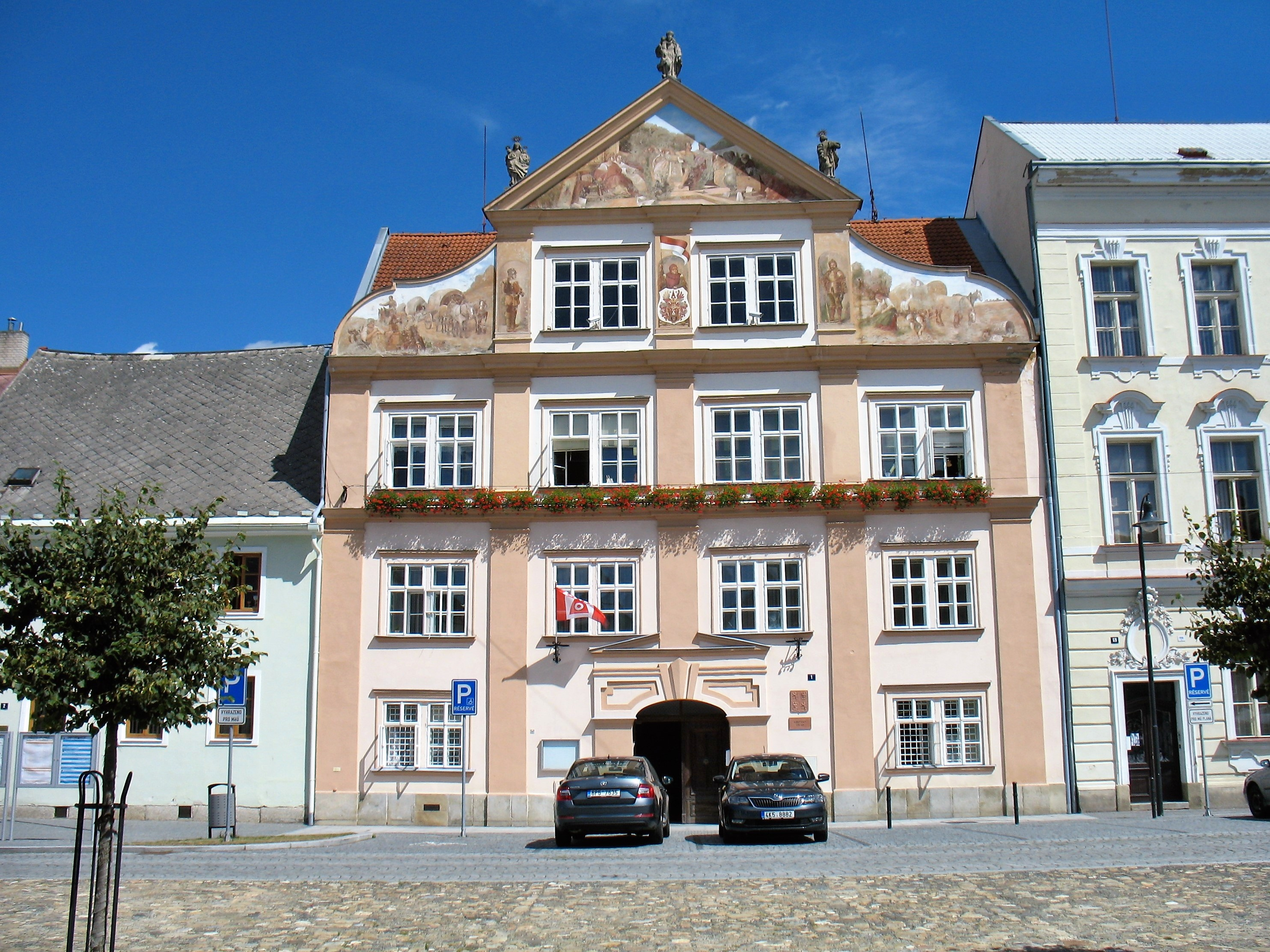
Rathaus

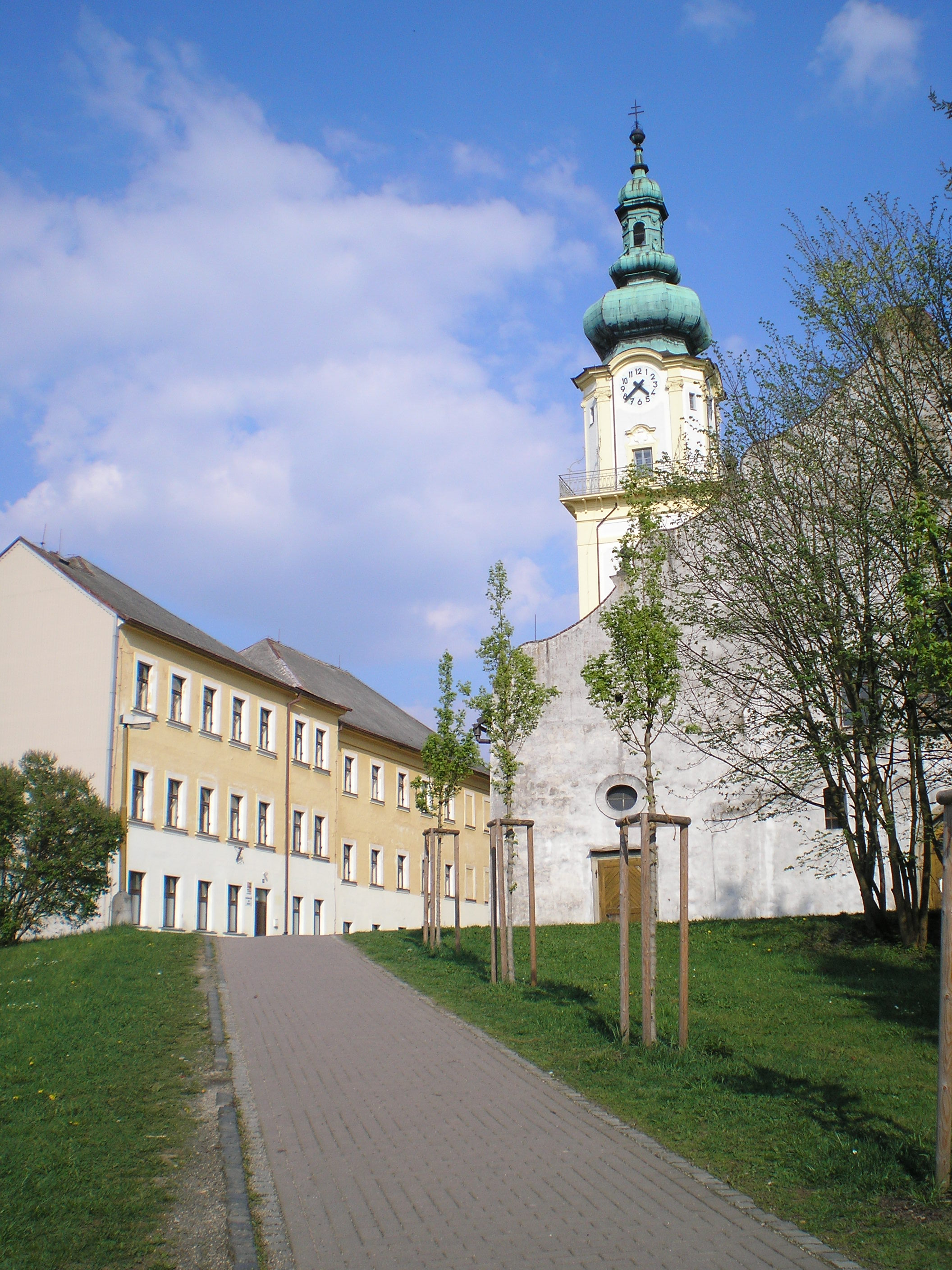
Pfarrkirche

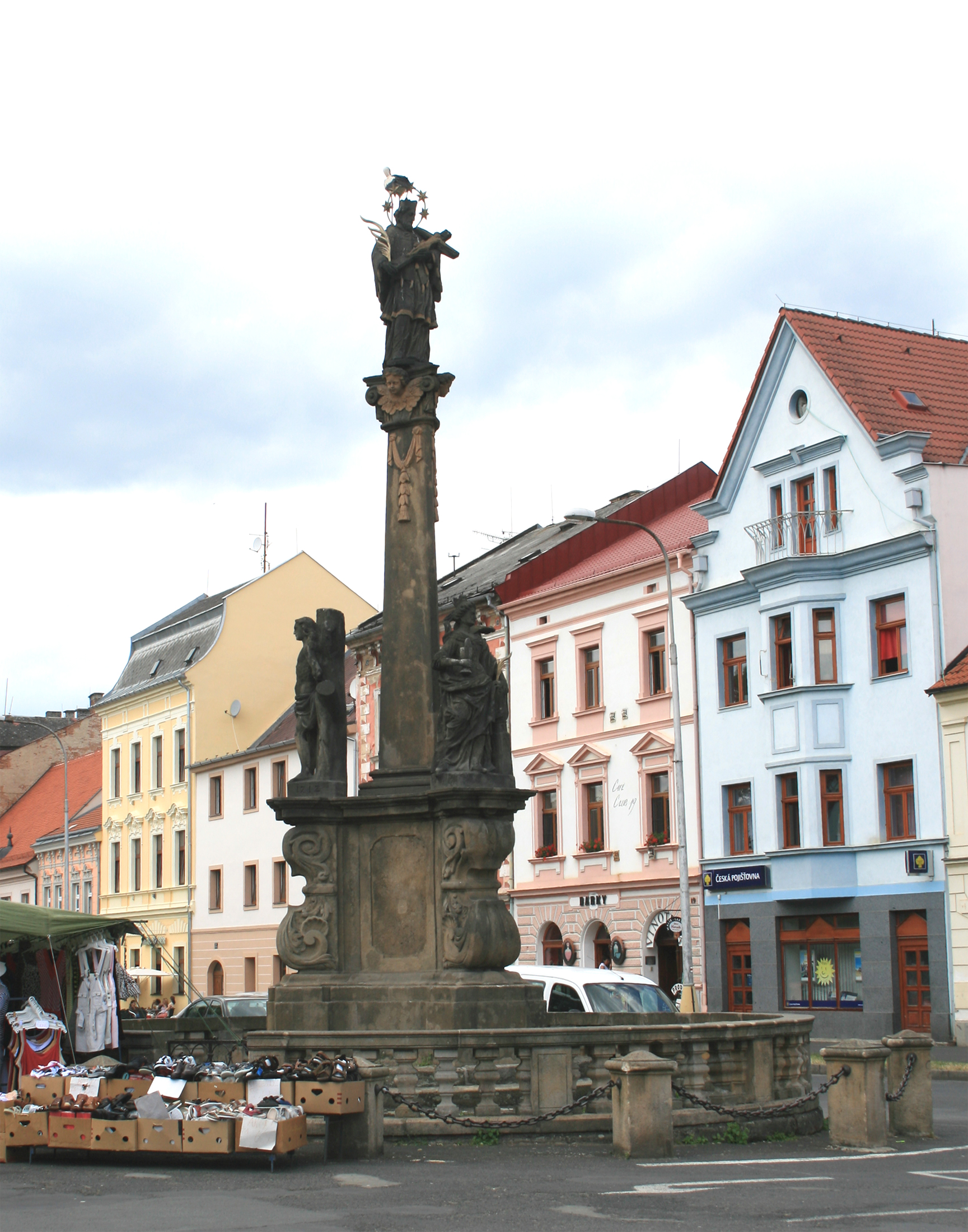
Nepomuk-Säule auf der Náměstí Svobody

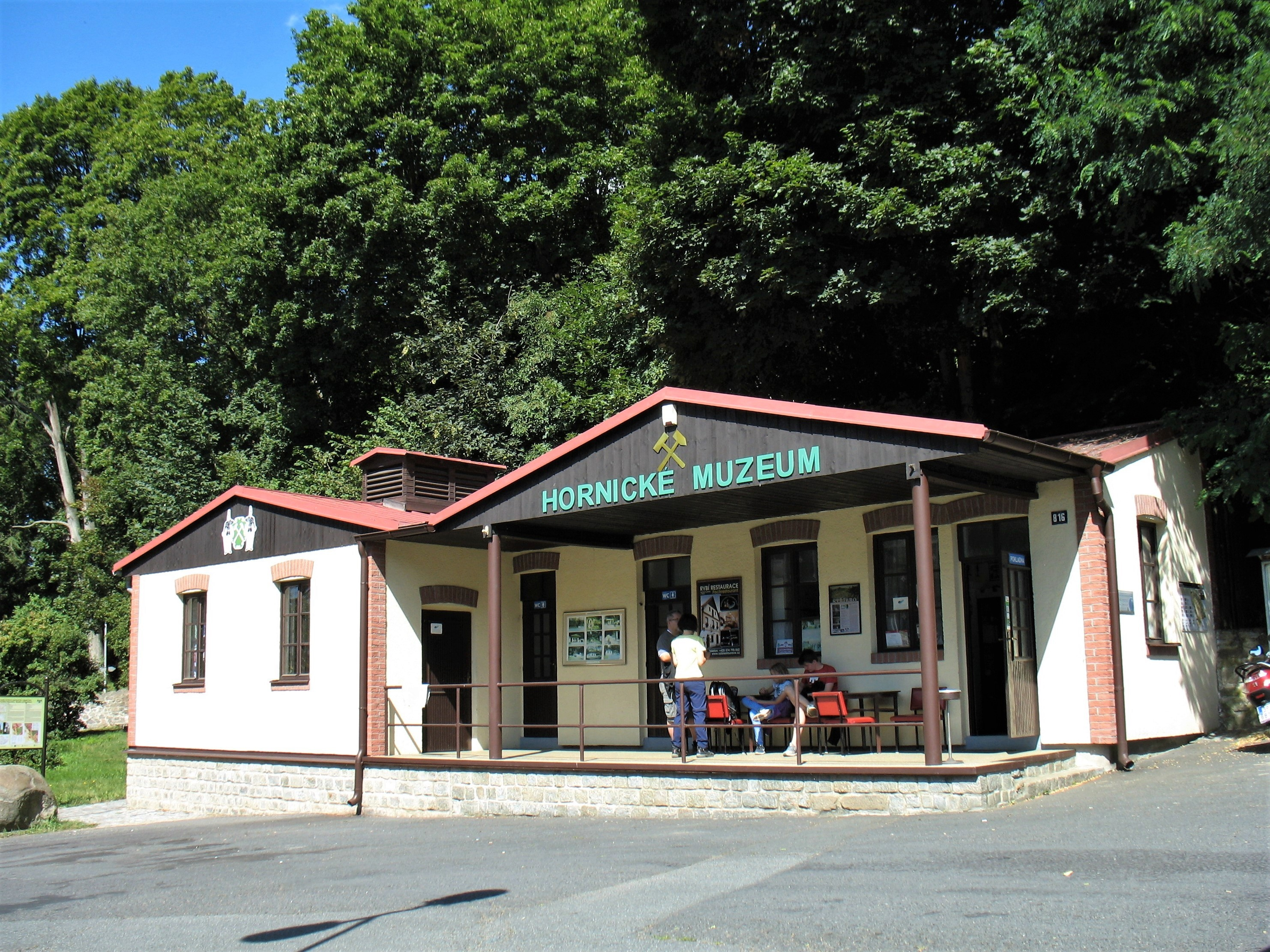
Bergbaumuseum

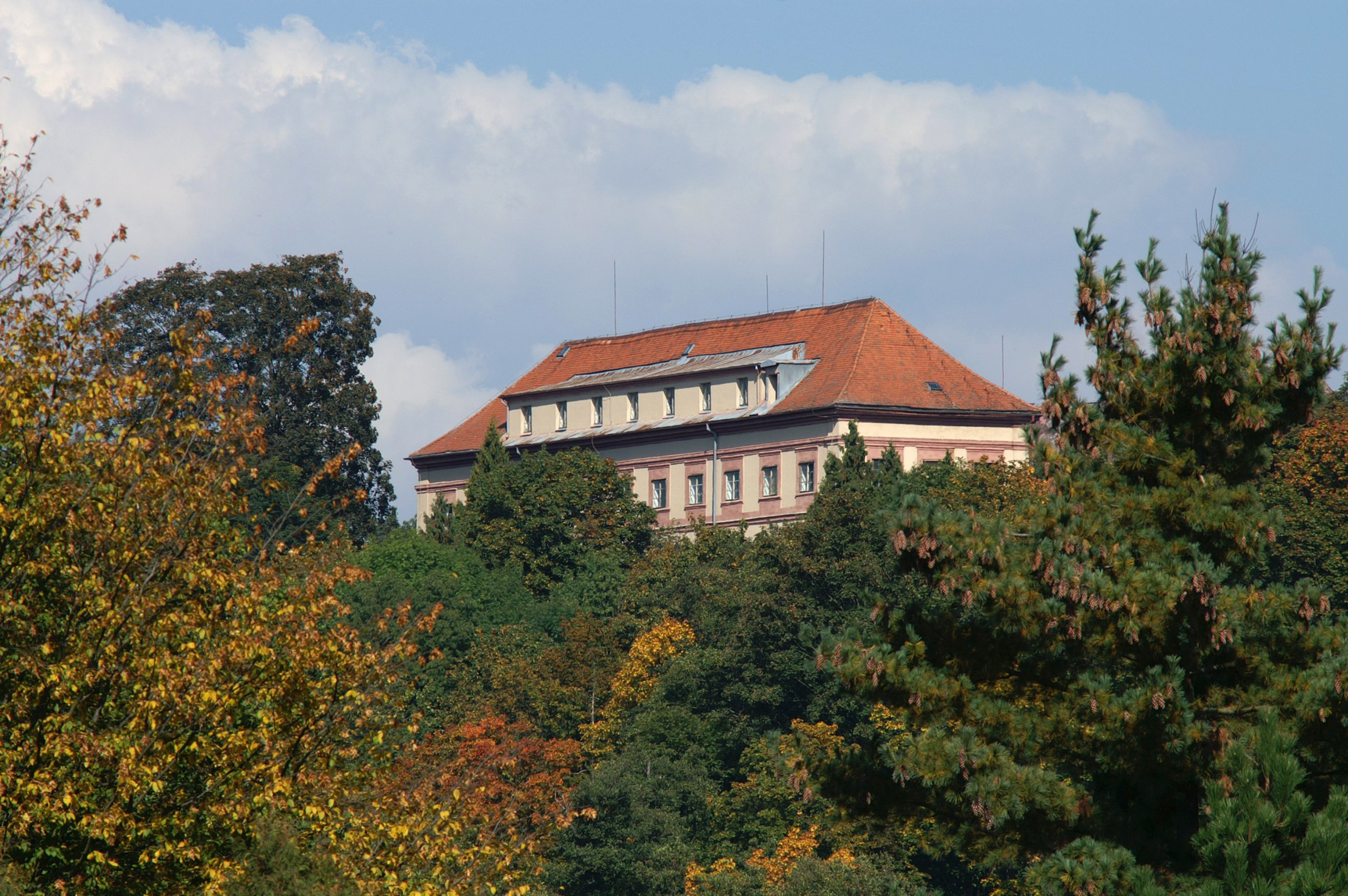
Schloss

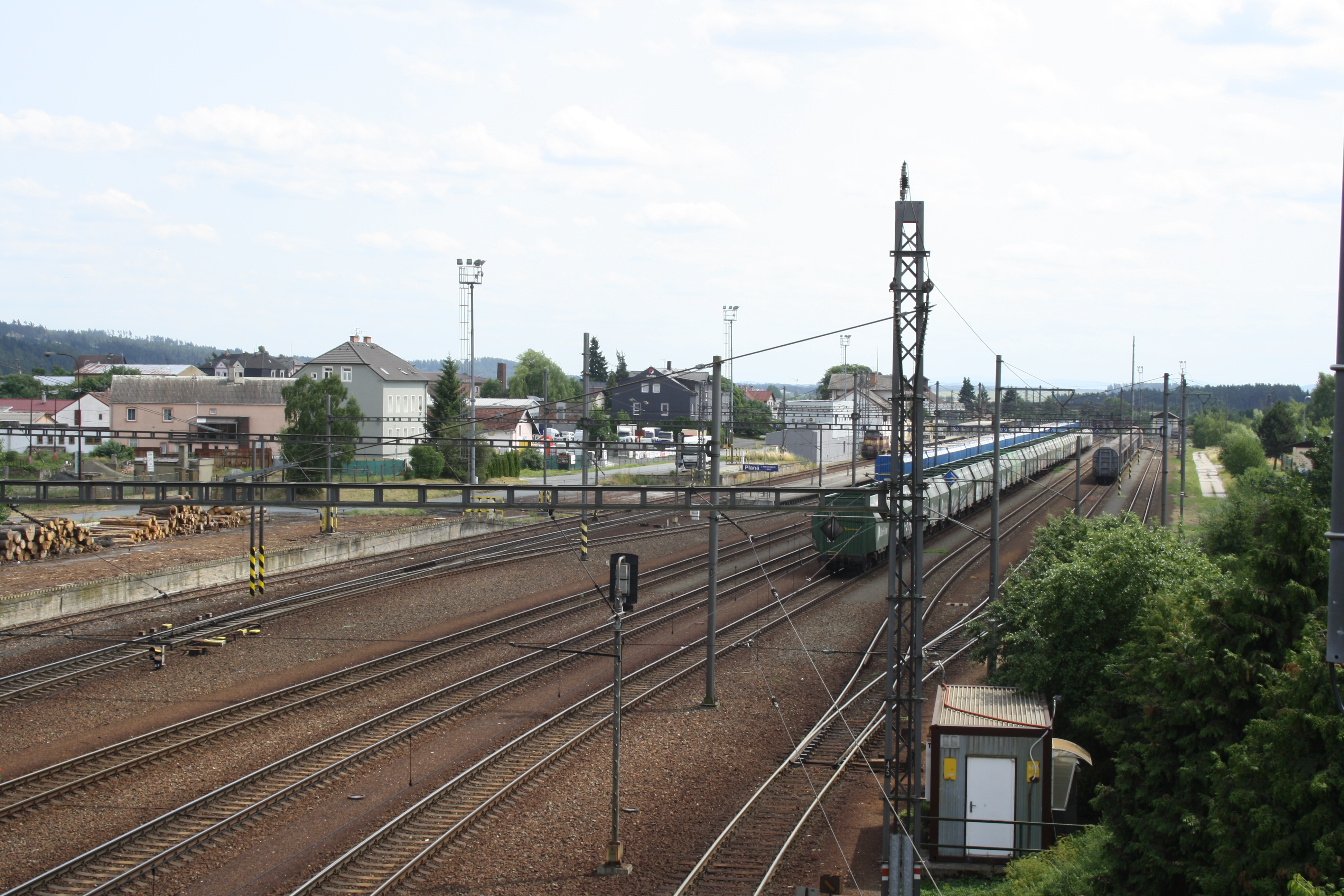
Bahnhof

Die erste schriftliche Erwähnung von Plania stammt aus dem Jahre 1251 als dem Kloster Waldsassen die Patronatsrechte für den Ort übertragen wurden. Der Ort lag an der bedeutenden Handelsstraße Via Carolina von Nürnberg nach Eger im Siedlungsgebiet der Choden. Der Ursprung der Stadt liegt unterhalb des Bohuš-Hügels um die Peter-und-Paul-Kirche, wo die ältesten Teile der Stadt zu finden sind, die vom Ende des 13. und Anfang des 14. Jahrhunderts datieren.
Zu Beginn des 15. Jahrhunderts war Plan eine bedeutende Stadt. Sie war umgeben von Gräben und Befestigungsanlagen. Im Südwesten dieser Wehranlagen entstand die Kirche Mariä Himmelfahrt.
Plan war ein Herrschaftssitz, zu dessen Besitzern die Adelsfamilien von Dobrohoscht, Seeberg, Schlick gehörten. Ihnen folgten ab 1665 die Sinzendorf und schließlich ab 1822 die Nostitz und Nostitz-Rieneck. Die Grundherrschaft Gottschau wurde mit Plan zu einer gemeinsamen Herrschaft Plan-Gottschau vereinigt.
Ihre Blütezeit erlebte Plan unter der Herrschaft der Familie der Grafen Schlick. Zu dieser Zeit besaß die Stadt die Privilegien einer Bergstadt und das Münzrecht. Mehrere Pestepidemien schlugen die Stadt in ihrer Entwicklung zurück. Am Ende des 16. Jahrhunderts starb fast die gesamte Bevölkerung an der Seuche. Nachdem Plan vor allem aus Bayern wieder besiedelt worden war, brachte der Dreißigjährige Krieg erneut Verheerungen durch plündernde und mordende Truppen. 50 Jahre nach Beendigung des Krieges hatte sich die Stadt wieder erholt, der Bergbau florierte und Handwerk und Handel blühten. Am Übergang vom 19. zum 20. Jahrhundert war die Stadt zu einem Zentrum des Holz- und Kohlenhandels geworden. Nach der Ablösung der Patrimonialherrschaften war Plan ab 1850 Bezirksstadt.
Nach dem Ersten Weltkrieg wurde Plan 1919 der neu geschaffenen Tschechoslowakei zugeschlagen. Bei der Volkszählung 1930 hatte die Stadt Plan 4395 Einwohner (davon 249 (6 %) Tschechen). Aufgrund des Münchner Abkommens kam Plan 1938 zum Deutschen Reich und gehörte bis 1945 zum Landkreis Tachau, Regierungsbezirk Eger, im Reichsgau Sudetenland, in welchem am 1. Mai 1939 der politische Bezirk Plan aufgelöst wurde. Am 6. Mai 1945 besetzten Truppen der 3. US-Armee die Stadt und übergaben diese im November 1945 an die Rote Armee – gefolgt von tschechischen Partisanengruppen. Plan wurde nach dem Ende des Zweiten Weltkriegs 1945 von der Tschechoslowakei übernommen.
Die deutsche Bevölkerung der Stadt Plan wurde nach 1945 unter Berufung auf die Beneš-Dekrete enteignet und vertrieben. Bis zum 31. August 1947 wurden 35.959 Menschen aus dem Okres Planá in Eisenbahntransporten, meist über Cheb (Eger) über die Grenze nach Bayern gebracht, wo sie als Heimatvertriebene überwiegend Aufnahme fanden. Für das sowjetische Atombombenprojekt wurde bei Planá nach Kriegsende 1945 Uranerz abgebaut.
Der Okres Planá wurde nach dem Krieg wiederhergestellt und 1949 erneut aufgelöst. Bis 1960 gehörte Planá zum Okres Mariánské Lázně und seitdem zum Okres Tachov. Nach der Samtenen Revolution 1989 und der Gründung der Republik Tschechien am 1. Januar 1993 wurde in Planá ein großer Teil der historischen Altstadt saniert. Sie war nach 1945 stark vernachlässigt worden und dem Verfall nahe.

### Demographie
| Jahr | Einwohner | Anmerkungen                   |
| ---- | --------- | ----------------------------- |
| 1785 | 0 k. A.   | 428 Häuser                    |
| 1830 | 2830      | in 456 Häusern,               |
| 1832 | 2750      | in 460 Häusern                |
| 1837 | 2939      | in 450 Häusern                |
| 1857 | 2913      | am 31. Oktober                |
| 1900 | 3558      | deutsche Einwohner            |
| 1921 | 3764      | davon 3630 deutsche Einwohner |
| 1930 | 4395      | , davon 249 Tschechen         |
| 1939 | 4110      | [ 11 ]                        |

| Jahr      | 1970 | 1980 | 1991 | 2001 | 2003 |
| --------- | ---- | ---- | ---- | ---- | ---- |
| Einwohner | 4251 | 4652 | 5045 | 5400 | 5450 |

## Sehenswürdigkeiten
- Das bedeutendste Baudenkmal ist die romanisch-gotische Peter-und-Paul-Kirche aus dem 13. Jahrhundert. Sie war die erste Pfarrkirche der Stadt und wurde mit dem Bau der Maria Himmelfahrtskirche zu deren Filialkirche. Während des Dreißigjährigen Krieges brannte sie teilweise aus. 1787 wurde sie entweiht und bis 1990 als Speicher genutzt. Nach ihrer Restaurierung ist sie wieder zugänglich, im Kircheninnern sind Fresken aus dem 13. Jahrhundert erhalten.
- Die dreischiffige gotische Maria Himmelfahrtskirche erhielt im 18. Jahrhundert ihre heutige barocke Gestalt. Im Innern befinden sich Grabplatten der Besitzer der Herrschaft Plan. Darunter ist auch die für Markéta von Seeberg, einer Schwester Georg von Podiebrads.
- Ein weiterer Sakralbau ist die Wallfahrtskirche St. Anna. Sie war ursprünglich auch ein gotischer Bau. 1726 erfolgte ihre barocke Umgestaltung, und im 19. Jahrhundert wurde sie als Schlosskapelle genutzt. In ihr befindet sich eine Familiengruft der Grafen von Nostitz.
- Am Marktplatz befinden sich mehrere Barockhäuser, darunter das Rathaus. Durch Umbau oder Abriss von Gebäuden hat sich das Bild des Platzes seit dem 19. Jahrhundert spürbar verändert. Entstandenes wurden nicht dem Charakter des Platzes angepasst. Weitere Zerstörungen oder Verschandelungen erfolgten nach dem Zweiten Weltkrieg. Im Zentrum des Platzes befindet sich eine 1721 geschaffene Heiligengruppe, die Johannes Nepomuk, Barbara, Florian und Sebastian darstellt.
- Westlich der Stadt befindet sich das Schloss Planá, dessen Ursprung auf eine 1395 erstmals erwähnte Burg zurückgeht. Um 1550 erfolgte durch die Grafen Schlick der Umbau zum Renaissanceschloss. 1634 übernachtete Wallenstein im Schloss. Die Sinzendorfer, die seit 1665 Besitzer der Herrschaft waren, bauten es zum Barockschloss um. Unter den Grafen von Nostitz erfolgten in der 1. Hälfte des 19. Jahrhunderts Umbauten im Empirestil. Nach der Enteignung diente es in der Zeit des Kalten Krieges zwischen 1948 und 1991 als Kaserne für den tschechoslowakischen Grenzschutz. Das Schloss ist von einem englischen Landschaftspark umgeben.
- Das Bergbaumuseum im Andreas-Schlick-Stollen zeigt eine Ausstellung zum früheren Erzbergbau bei Plan.

## Ortsteile
Die Stadt Planá besteht aus den Ortsteilen Křínov (Gröna), Kříženec (Kiesenreuth), Otín (Ottenreuth), Pavlovice (Pawlowitz), Planá (Plan), Svahy (Hangendorf), Týnec (Thein), Vížka (Wieschka), Vysoké Sedliště (Hohenzetlisch) und Zliv (Schlief). Grundsiedlungseinheiten sind Boudy (Hüttenhäuser), Dolní Sedliště (Unterzetlisch), Karlín (Karolinenhof), Křínov, Kříženec, Na Drahách (Knöpfelhäuser), Otín, Pavlovice, Planá, Svahy, Týnec, Vítovice (Wiedowitz), Vížka, Vysoké Sedliště und Zliv. Zu Planá gehört außerdem die Ansiedlung Josefová Huť (Josefihütte).
Das Gemeindegebiet gliedert sich in die Katastralbezirke Křínov, Kříženec, Otín Plané, Pavlovice nad Mží, Planá u Mariánských Lázní, Svahy, Týnec u Plané, Vítovice u Pavlovic, Vížka, Vysoké Sedliště und Zliv nad Mží.

## Städtepartnerschaft
Planá unterhält seit 2008 eine Städtepartnerschaft mit dem circa 33 Kilometer entfernten Tirschenreuth in Bayern.

## Söhne und Töchter der Stadt
- Johann Franz Loew von Erlsfeld (1648–1725), deutsch-böhmischer Arzt und Jurist, Rektor der Karls-Universität Prag
- Franz Willibald Schmidt (1764–1796), Botaniker und Pflanzenmaler
- Joseph Helfert (1791–1847), böhmischer Rechtswissenschaftler und Ethnograph
- Johann Baptist Weiß (1801–?), österreichischer Journalist
- Siegfried Becher (1806–1873), Ökonom
- Franz Heisinger (1840–1921), Mitglied der Tschechischen Regionalversammlung, Historiker
- Anton Christoph (1867–1924), österreichischer Politiker (DF, GDVP) und Salzburger Landesrat
- Franz Xaver Haimerl (1806–1867), Jurist, Hochschullehrer und Rektor der Universität Wien
- Hans Tropsch (1889–1935), Chemiker
- Hans Waldmann (1902–1975), deutscher Chemiker und Hochschullehrer
- Franz Ott (1910–1998), deutscher Vertriebenenpolitiker, geboren in Ottenreuth
- Gerhard Andres (1922–unbekannt), deutscher Geologe und Hydrologe
- Mimi Herold (1925–2015), Volksmusiksängerin
- Sepp Womser (1931–2007), Maler und Grafiker
- Fritz Wittmann (1933–2018), deutscher Jurist und Politiker (CSU)
- Alois Mader (* 1935), deutscher Sportmediziner und Hochschullehrer
- Mathilda Nostitzová (1936–2021), Gründerin des Mathilda-Stiftungsfonds engagierte sie sich für Sehbehinderte und Blinde
- Roman Skamene (* 1954), tschechischer Schauspieler
- Petr Pavel (* 1961), tschechoslowakische-, tschechische-, NATO-Militärperson und Staatspräsident der Tschechischen Republik
- Pjér la Šé'z (* 1963), klinischer Psychologe, richtiger Name Petr Knotek
- Josef Bernard (* 1965), tschechischer Geschäftsmann, seit 2016 Gouverneur der Region Pilsen
- Katarína Garajová (* 1987), Skilangläuferin
- David Vaněček (* 1991), tschechischer Fußballspieler
- Dominik Kahun (* 1995), deutsch-tschechischer Eishockeyspieler